# Coopertown (Tennessee)
Coopertown é uma cidade  localizada no estado norte-americano de Tennessee, no Condado de Robertson.

## Demografia
Segundo o censo norte-americano de 2000, a sua população era de 3027 habitantes.
Em 2006, foi estimada uma população de 3287, um aumento de 260 (8.6%).

## Geografia
De acordo com o United States Census Bureau tem uma área de
82,5 km², dos quais 82,5 km² cobertos por terra e 0,0 km² cobertos por água.

## Localidades na vizinhança
O diagrama seguinte representa as localidades num raio de 20 km ao redor de Coopertown.